# 키리에의 노래
"키리에의 노래"(일본어: キリエのうた)는 2023년 개봉한 일본의 뮤지컬 드라마 영화이다. 이와이 슌지가 감독과 각본을 맡았으며, 감독 자신이 집필한 동명 소설을 영화화한 작품이다. 가수 아이나 디 엔드가 주인공 키리에 역을 맡았다.

## 출연
- 아이나 디 엔드
- 마츠무라 호쿠토
- 히로세 스즈
- 쿠로키 하루